# Ronnie Tober
Ronald Edwin (Ronnie) Tober (Bussum, Holanda Septentrional, 21 de abril de 1945) es un cantante holandés.

## Primeros años en América
A la edad de tres años se trasladó a los Estados Unidos con su familia, viviendo en Albany, capital del estado del Estado de Nueva York. Asistiendo a la iglesia St. Peter's Episcopal Church de Albany como cantante.
Invitado a aparecer en The Teen Age Barn, un show de televisión de la CBS, donde actuó cada semana durante años. Durante este periodo aparecía como invitado del cantante Perry Como en televisión donde interpretaban O Holy Night. También fue una estrella invitada en la serie de la CBS Ruta 66 con George Maharis y Martin Milner y apareció en The Ed Sullivan Show.
Actuó ante numerosas personalidades incluyendo al senador John F. Kennedy, el vicepresidente Richard Nixon, W. Averell Harriman y Nelson Rockefeller, ambos  gobernadores de Nueva York.
Interpretó el papel de Tony en el musical The Boy Friend y el de Billy Jester en Little Mary Sunshine. Presentó al compositor/productor discográfico Bob Crewe, Tober grabó su primer disco en 1959 titulado Who Taught You How To Love.

## Retorno a los Países Bajos

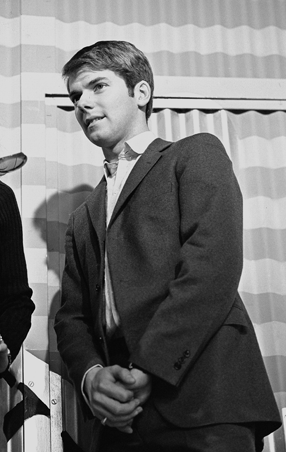
Ronnie Tober en 1968

En 1963 mientras visitaba a su abuela en los Países Bajos, apareció en el programa "Off The Cuff" presentado por Willem Duys. Gracias a la repercusión de su actuación decidió retornar a los Países Bajos. Firmó con Phonogram Records/Philips Records y grabó su primer disco en neerlandés titulado Iedere Avond (Cada noche) en 1964.
En 1966 participó en el Festival Internacional de la Canción de Sopot representando a los Países Bajos, disputado en Sopot, Polonia, con el tema "Wat blijft is mijn liefde voor jou", quedando el 17 de 25 participantes. En 1968, Tober actuó en el Royal Albert Hall en Londres como representante de los Países Bajos en el Festival de la Canción de Eurovisión 1968 finalizando 16º con la canción Morgen.
Tober ha tenido shows televisivo en las cadenas AVRO y KRO y sus invitados han incluido a Vikki Carr, Roger Whittaker y Nancy Wilson.

## Vida personal
El 24 de febrero de 1998 contrajo unión civil con Jan Jochems, con el que vive desde 1968. En 1999 Tober fue diagnosticado de cáncer de vejiga y siguió un tratamiento de quimioterapia.
El 27 de diciembre de 2003, al cumplirse 40 años de su aparición en 1963, Tober fue nombrado Caballero de la Orden de Orange-Nassau por la reina Beatriz I de los Países Bajos. El nombre de Tober fue inscrito en el Wall of Fame en Zuiderkerk en Ámsterdam.

## Filantropía
En 2002 fundó la "Fundación Ronnie Tober" para asistir a personas con discapacidad a través de la cultura y la música. En 2006 participó en la marcha Vierdaagse de Nimega en Nimega, la marcha fue suspendida el primer día debido a la Ola de calor europea de 2006. En 2007 Tober, Jochems y otros amigos completaron la marcha de 160 km. para recaudar 10 000 € para su fundación. El dinero fue usado para llevar a 50 niños a Disneyland Paris.

## Discografía
- 1959: "Who Taught You How To Love"
- 1964: "Iedere Avond"
- 1965: "Al Jolson Hits", "Geweldig/Iedere Avond", "Marijke Uit Krabbendijke", "Verboden Vruchten", "Wat Was Jouw Bedoeling", "The Ronnie Tober Show", "Tunes van Toen"
- 1966: "Merci Cherie", "More Than Love", "Niets Dan Zorgen Geeft Zij Mij", "Zij Draagt Mijn Naam", "De Beste van Ronnie Tober", "Sopot 1966"
- 1967: "Onbereikbaar Ver" "Put Your Head On My Shoulder",
- 1968: "Alleluja No. 1", "Mexico", "Morgen", "Someday", "Ronnie's Songparade 1", "Ronnie's Songparade 2"
- 1969: "Arrivederci Ans", "M'n Papegaai", "Wiederseh'n", "Waar Zijn De Dagen", "Ronnie Tober Successen"
- 1970: "Christina"
- 1971: "Carmen", "Laat Me Niet Alleen", "Voor Sandra", "Kerstfeest Met Ronnie Tober", "Een Vuist Vol Hollandse Hits!", "Alle 13 Goed deel 1"
- 1972: "Met Een Roos In Je Blonde Haren", "Joseph, Joseph", "Petite Mademoiselle", "Ronnie & Gonnie "Met liedjes het land in"", "Alweer Alle 13 Goed", "Het Beste Uit...Muziek in uw Straatje"
- 1973: "Gitte, Bitte", "Petites Mesdemoiselles", "Yesterdays Dreams", "Hollands Kwartet", "Vol Met Super! deel 1"
- 1974: "Een Witte Eend", "Mama Weet Wat Goed Is", "Koelewijk Behoeft Geen Frans", "Met Vlag en Wimpel!", "Prima! Prima! (The hot hits of today)"
- 1975: "Alleen", "Een Heel Gelukkig Kerstfeest", "Een Witte Eend (lenteversie)", "Naar De Kermis", "Petite Mademoiselle (Spanje)", "Alle 13 Goed ! deel 8", "Liedjes van Johnny Holshuysen"
- 1976: "Tanz Mit Mir Samba Margarita",
- 1977: "Pootje Baaien", "Rosemarie", "Speel Nog Een Liedje Orgelman",
- 1978: "Dat Was 'n Kus", "15 Jaar Ronnie Tober",
- 1979: "De Zon In M'n Hart", "Glory Glory Halleluja", "You Are My Sunshine"
- 1980: "Love me with all of your heart", "De Zon In M'n Hart"
- 1981: "Ik Ben Zo Eenzaam Zonder Jou", "Dubbel Goud", "Christmas Around The World"
- 1982: "Olé España"
- 1983: "Zomer, Zon En Witte Stranden"
- 1986: "Leven Met Jou"
- 1987: "Afscheid Nemen Doet Pijn", "Lolita"
- 1988: "De Nacht Van M'n Dromen", "Holland Amerika Story", "Voor Altijd En Eeuwig", "25 Jaar Ronnie Tober", "Zilver"
- 1989: "4 Gouden Hits", "Morgen Schijnt De Zon Voor Jou"
- 1990: "Jij Bent 't Helemaal", "Zoals ik ben"
- 1991: "'n Lange Hete Zomer", "Ronnie Tober en Gonnie Baars 28 Populaire Liedjes"
- 2008: "Ronnie Tober Nu"
- 2010: "Ronnie Tober en Willeke D'estell Kom in m'n armen"
- 2011: "Ronnie Tober en Willeke D'estell De Zomer komt weer gauw"
- 2011: "De Mooiste duetten aller tijden"
- 2011: "Terug in de Tijd"
- 2012: "Er is niemand zoals jij"
- 2012: "Ronnie Tober, duet with Belinda Kinnaer - Het zijn van die kleine dingen"
- 2012: "Marco de Hollander en Ronnie Tober - Twee artiesten, hand in hand"
- 2012: "Kom in mijn armen vannacht"
- 2012: "Altijd"
- 2013: "Dank U Majesteit", dueto con René Riva
- 2013: "Majesteit, ik vind u geweldig"
- 2013: "Van Toen naar het Heden", dueto con Edwin van Hoevelaak
- 2013: "Ronnie Tober & Friends", Álbum con duetos
- 2014: "Ronnie Tober & Belinda Kinnaer - Gelu"
- 2015: "Vaarwel, Adios..."